# Friedrich Hirzebruch
Friedrich Hirzebruch   (Hamm, 17 d'octubre de 1927 - Bonn, 27 de maig de 2012) va ser un matemàtic alemany que va treballar en els camps de la topologia, les varietats complexes i la geometria algebraica, i va ser una figura destacada de la seva generació.
Va estudiar a la Universitat de Münster de 1945-1950, amb un any a l'ETH Zürich. A continuació, va tenir una posició en la Universitat d'Erlangen, seguit pels anys 1952-1954 a l'Institut d'Estudis Avançats de Princeton, Nova Jersey. Després d'un any a la Universitat de Princeton 1955-1956, va ser nomenat professor a la Universitat de Bonn, on va arribar a ser director de l'Institut Max Planck de Matemàtiques el 1981. Més de 300 persones van participar en la celebració del seu 80è aniversari a Bonn el 2007.
El teorema de Hirzebruch-Riemann-Roch (1954) per les varietats complexes va ser un avanç important i ràpidament va passar a formar part de la teoria fonamental entorn del clàssic teorema de Riemann-Roch. També va ser un precursor del teorema de l'índex d'Atiyah-Singer. El llibre de Hirzebruch Neue topologische Methoden in der algebraischen Geometrie (1956) va ser un text bàsic per als «nous mètodes» de la teoria de feixos en geometria algebraica complexa. Posteriorment va escriure articles fundacionals de la teoria K topològica amb Michael Atiyah, i va col·laborar amb Armand Borel en la teoria de les classes característiques. En la seva obra més tardana va donar una detallada teoria modular de les superfícies de Hilbert, en col·laboració amb Don Zagier.
Hirzebruch va ser membre estranger de nombroses acadèmies i societats, incloses l'Acadèmia Nacional de Ciències, l'Acadèmia russa de les Ciències i l'Acadèmia Francesa de Ciències.
Hirzebruch va morir el 27 de maig de 2012, als 84 anys.

## Honors
Entre molts altres honors, Hirzebruch va ser guardonat amb el Premi Wolf en Matemàtiques el 1988, la Medalla Lobatxevski el 1989.
El govern d'Alemanya li va concedir l'Orde del Mèrit de la República Federal el 1993 i el govern del Japó l'Orde del Tresor Sagrat el 1996.
Hirzebruch va rebre la Medalla Cantor el 2004.